# Hospice Saint-Michel
L’hospice Saint-Michel est un monument du 12e arrondissement de Paris limitrophe de la commune de Saint-Mandé. Il est situé au n°35 de l'avenue Courteline. Il accueille le SAMU social depuis 1996.

## Histoire
Dans son testament daté du 15 février 1825, Michel-Jacques Boulard, tapissier de Napoléon Ier, lègue à l'administration des hospices civils une somme de 1 127 886 francs destinée à l'édification d'un hospice pour héberger 12 pauvres (un par arrondissement de Paris)  et nomme pour architecte François-Hippolyte Destailleur.
Le bâtiment est inauguré le 24 avril 1830, et accueille douze septuagénaires à son ouverture le 4 août 1830.
Les façades et le jardin sont inscrites au titre des monuments historiques par arrêté du 10 avril 1929.
Depuis 1996, l'hospice Saint-Michel accueille le SAMU social.

## Architecture
Le bâtiment central abrite une chapelle qui renferme le buste et le cœur de son fondateur. De part et d'autre du corps central, deux ailes à un étage accueillaient au rez-de-chaussée le réfectoire, la bibliothèque, la cuisine, la pharmacie et les salles d'eau. Le premier étage, desservi par une longue galerie, était celui des chambres des pensionnaires.
Le bâtiment central est couronné d'un fronton sur lequel est inscrit : « Hospice pour vieillards hommes, fondé et entretenu à perpétuité par feu Michel Jacques Boulard, ancien négociant à Paris ».